# Sydthy Kommune
| Strukturdaten       | Strukturdaten   |
| ------------------- | --------------- |
| Sitz der Verwaltung | Hurup           |
| Fläche              | 321,92 km²      |
| Einwohner           | 11.136 (2006)   |
| Kommune seit 2007   | Thisted Kommune |

Sydthy Kommune war bis Dezember 2006 eine dänische Kommune im damaligen Viborg Amt in Jütland. Seit Januar 2007 ist sie zusammen mit der „alten“ Thisted Kommune und der Hanstholm Kommune Teil der neuen Thisted Kommune.
Sydthy Kommune entstand im Zuge der dänischen Verwaltungsreform von 1970 und umfasste folgende Sogn:
- Agger Sogn
- Bedsted Sogn
- Boddum Sogn
- Gettrup Sogn
- Grurup Sogn
- Hassing Sogn
- Helligsø Sogn
- Heltborg Sogn
- Hurup Sogn
- Hvidbjerg Vesten Å Sogn
- Hørdum Sogn
- Lodbjerg Sogn
- Skyum Sogn
- Vestervig Sogn
- Villerslev Sogn
- Visby Sogn
- Ydby Sogn
- Ørum Sogn